# Iwan Skicko
Iwan Wasylowycz Skicko, ukr. Іван Васильович Скіцко (ur. 24 czerwca 1975 w Iwano-Frankiwsku) – ukraiński piłkarz i futsalowiec, trener piłkarski.

## Kariera piłkarska
W marcu 1996 rozpoczął karierę piłkarską w klubie Skała Stryj. Latem 1996 przeszedł do FK Kałusz. Potem występował w klubach Beskyd Nadwórna, Techno-Centr Rohatyn i Naftowyk Dolina. W styczniu 2003 debiutował w drużynie futsalowej Urahan Iwano-Frankiwsk, w którym zakończył karierę piłkarza w roku 2008.

## Kariera trenerska
Karierę szkoleniowca rozpoczął po zakończeniu kariery piłkarza. Najpierw szkolił dzieci w Szkole Sportowej w Iwano-Frankiwsku. W 2012 został zaproszony do sztabu szkoleniowego Urahanu Iwano-Frankiwsk, w którym trenował drużynę rezerw. Po zakończeniu sezonu 2013/14 został mianowany na stanowisko głównego trenera Urahanu.

## Sukcesy i odznaczenia

### Sukcesy piłkarskie
Urahan Iwano-Frankiwsk
- finalista Pucharu Ligi Ukrainy: 2004
- mistrz Pierwszej Lihi: 2004

### Sukcesy trenerskie
Urahan Iwano-Frankiwsk
- brązowy medalista mistrzostw Ukrainy: 2015